# Neblú
Neblú, właśc. Adilson Cipriano da Cruz (ur. 16 grudnia 1993 w Luandzie) – piłkarz angolski grający na pozycji bramkarza. Od 2018 roku jest zawodnikiem klubu CD Primeiro de Agosto.

## Kariera klubowa
Swoją karierę piłkarską Neblú rozpoczął w klubie AS Aviação z Luandy. W 2011 roku zadebiutował w nim w pierwszej lidze angolskiej. W debiutanckim sezonie zdobył z nim Superpuchar Angoli. W 2012 roku przeszedł do innego stołecznego klubu, CD Primeiro de Agosto. W 2016 roku odszedł do GD Interclube. W 2018 roku wrócił do CD Primeiro de Agosto.

## Kariera reprezentacyjna
W reprezentacji Angoli Neblú zadebiutował 29 maja 2012 roku w zremisowanym 0:0 towarzyskim meczu z Macedonią, rozegranym w Coimbrze. W 2013 roku został powołany do kadry na Puchar Narodów Afryki 2013, a w 2024 na Puchar Narodów Afryki 2023.